# Metopteryx
Metopteryx is een geslacht van vlinders van de familie tandvlinders (Notodontidae), uit de onderfamilie Notodontinae.

## Soorten
- M. atribasalis (Kiriakoff, 1964)
- M. cinerea (Janse, 1920)
- M. infans (Kiriakoff, 1964)
- M. mus (Gaede, 1928)
- M. rattus (Kiriakoff, 1970)